# 적갈색
적갈색은 밤색의 한 종류로, 영어 명칭인 마룬(영어: Maroon)은 밤을 뜻하는 프랑스어인 마론(프랑스어: Marron)에서 유래했다.
여러 사전에 따르면, 적갈색을 정의하는 데에는 다양한 점이 있다. 캠브리지 영어 사전은 적갈색을 짙은 적갈색-보라색으로 정의하고, 미국 사전은 적갈색을 짙은 갈색-적색으로 정의한다. 이것은 영국과 북미 지역에서 약간의 인식 차이가 있음을 의미한다. Lexico 온라인 사전은 적갈색을 갈색-빨강으로 정의하고 있다. 마찬가지로, Dictionary.com은 적갈색을 짙은 갈색을 띤 빨간색으로 정의하고 있다. 네이버 국어사전에서는 적갈색을 '붉은빛을 많이 띤 갈색'이라 정의하고 있다.
추가적인 색 표현을 위한 SRGB 컬러 모델에서 적갈색이라 불리는 웹 색상은 순수한 빨간색의 밝기를 절반 정도로 낮춰서 만들어진다. 또한 적갈색이 청록색이라 불리는 웹 색상의 보완이라는 점도 주목된다.